# Quartier Bois d'Amour - Porte de Paris - Courlancy

Les douze conseils de quartiers de Reims
Barbâtre - Saint-Remi - Verrerie
Bois d'Amour - Porte de Paris - Courlancy
Centre-ville
Cernay Jamin - Jean Jaurès - Épinettes
Clairmarais - Charles Arnould
Châtillons
Chemin Vert - Europe
Croix-Rouge - Hauts de Murigny
La Neuvillette - Trois-Fontaines
Laon Zola - Neufchâtel - Orgeval
Maison-Blanche - Sainte-Anne - Wilson
Murigny

Le quartier Bois d'Amour - Porte de Paris - Courlancy se situe à l'ouest de Reims.

## Description
Le quartier est à l'entrée sud du cœur de ville, c'est un quartier événementiel avec en grande partie des habitats collectifs où son urbanisation s'est faite au cours des années 1930-1980. La densité de population y est très forte et se poursuit dans certains secteurs, il compte 9 266 habitants. La gare de Franchet d'Esperey dessert le quartier.

## Lieux
- Avenue du Général de Gaulle,
- Cité-jardin Mulhouse,
- Stade Auguste-Delaune,
- Parc Léo-Lagrange,
- Allée du Fer à cheval,
- Campus NEOMA,
- Église Sainte-Geneviève de Reims,
- Centre dramatique national La Comédie,
- Le groupe scolaire Saint-Michel,
- la clinique des Bleuets,
- Centre culturel numérique Saint-Exupéry.